# François Grégoire
Pour les articles homonymes, voir Grégoire.
Ne doit pas être confondu avec François Grégoire de Rumare.
François Grégoire, né le 24 mars 1914 à Remiremont, Vosges, et mort le 24 avril 1973 à Saint-Nabord, Vosges, est un ingénieur de formation, puis professeur de lettres et essayiste français.
Sous les pseudonymes de Maxime Delamare, André Gex et  René Derain, il a publié de nombreux romans policiers et romans d'espionnage, dont plusieurs parus dans la Série noire.

## Biographie

### Famille
François Grégoire est le fils de Fernand Grégoire, industriel, et de Christine de Lamare. Le 15 juin 1949, alors qu'il enseigne à l’Institut français de Varsovie, il épouse à Varsovie la polonaise Barbara Katarzyna Orzechowska.
Cette famille Grégoire est une famille originaire de Rozérieulles en Moselle au XVIe siècle avant de s'établir dans les Vosges lorsque le grand-père de François, prénommé lui-même François, épouse une Navoiriaude,.
- Mangin Grégoire (1589-1679) épouse à Rozérieulles (Moselle), le 28 novembre 1678, Élisabeth Vignon.
  - Dominique Grégoire (1687-1736) épouse à Rozérieulles le 17 novembre 1705 Élisabeth Genot
    - Nicolas Grégoire, vigneron, épouse à Sainte-Ruffine (Moselle) le 28 novembre 1730 Christine Gilbert
      - Jean Grégoire, employé de ferme, épouse à Bazoncourt le 13 novembre 1764 Marie Louyot
        - Jean François Grégoire (1773 à Delme (Moselle), meunier à Liverdun, propriétaire à Liverdun, épouse à Magny (Moselle) le 20 nivose an 6 (9 janvier 1798) Barbe Nicolas (1774-1832)[3]
          - François Grégoire (né le 14 mars 1819 à Liverdun (Meurthe-et-Moselle), mort le 6 novembre 1881 à Saint-Nabord (Vosges), meunier à Saint-Nabord, épouse à Saint-Nabord le 22 janvier 1851 Marie Rose Mathieu (née à Saint-Nabord le 1er mars 1831)
            - Fernand Émile Marie Grégoire (né le 10 mars 1870 à Saint-Nabord, mort le 18 février 1950 à Saint-Nabord), directeur des papeteries Grégoire. Il épouse à Lille le 17 mai 1909 Christine de Lamare (1887-1968). Ils étaient domicilés à Remiremont.
              - François Adolphe Maxime Grégoire (né le 24 mars 1914 à Remiremont) épouse Barbara Katarzyna Orzechowska le 15 juin 1949 à Varsovie.

### Formation
Après des études scientifiques, il poursuit ses études supérieures à la faculté des lettres de l’université de Nancy, puis à l’université de Paris.
Ingénieur diplômé de l'école spéciale de mécanique et d'électricité et de l’école supérieure d'électricité de Paris en 1935, il soutient en 1947 une thèse de doctorat-ès-lettres sur Fontenelle, intitulée Fontenelle, une philosophie désabusée.

### Carrière d'écrivain
De 1948 à 1950, François Grégoire enseigne à l’Institut français de Varsovie, puis de 1950 à 1955, au lycée français et à la faculté de droit de Kaboul. À partir de 1956, il est attaché culturel à l’Ambassade de France en Thaïlande (1956-1959), au Brésil (1960-1962), au Venezuela (1963-1965), puis au Guatemala et en Norvège.
Entre 1947 et 1957, il publie un essai sur Bernard Le Bouyer de Fontenelle et trois ouvrages didactiques dans la collection Que sais-je ? des Presses universitaires de France.
Sous le pseudonyme de Maxime Delamare, inspiré du nom de sa mère, il fait paraître dans la Série noire entre 1962 et 1968, une série de onze romans d’espionnage ayant pour héros François Jordan, agent secret du S.D.E.C.E.  Ces récits très standards de la production des années 1960, exploitant l’anticommunisme, la politique-fiction, l’exotisme et une violence soutenue, sont truffés de références culturelles recherchées et l’un des titres, O.T.A.N. pour les crosses, contient une énigme en chambre close, ce qui rapproche sensiblement ce texte du whodunit.
À partir de 1971, il adopte le nouveau pseudonyme d’André Gex pour publier en rafale une autre série d’espionnage qui ressemble à s’y méprendre à la première, mais ayant cette fois pour héros Philippe Chauvet, agent AC 57 du S.D.E.C.E. À la même époque, pour les Presses de la Cité, il signe sous le pseudonyme de René Derain des romans policiers et deux autres romans d’espionnage.

## Distinctions
Il est chevalier de l'ordre de la Légion d’honneur, titulaire de la croix de guerre 1939-1945 et chevalier de l'ordre national de la Croix du Sud (Brésil).

## Œuvre

### Ouvrages et essais
- Fontenelle, une philosophie désabusée, Paris, J. Vrin, 1947
- Logique et philosophie des sciences, Paris, J. Vrin, 1953
- Les Grands Problèmes métaphysiques, Paris, P.U.F., coll. Que sais-je ? no 623, 1954
- Les Grands Doctrines morales, Paris, P.U.F., coll. Que sais-je ? no 658, 1955
- L’Au-delà, Paris, P.U.F., coll. Que sais-je ? no 725, 1957

### Romans

#### SérieFrançois Jordansignée Maxime Delamare
- Cha-cha-cha siamois, Paris, Gallimard, Série noire no 721, 1962
- Funeraria funera-Rio, Paris, Gallimard, Série noire no 793, 1963
- De la casse à Caracas, Paris, Gallimard, Série noire no 872, 1964
- Laisse-là le laser !, Paris, Gallimard, Série noire no 896, 1964
- Nécro-archéologie, Paris, Gallimard, Série noire no 960, 1965
- Quadrille aux Antilles, Paris, Gallimard, Série noire no 1016, 1966
- O.T.A.N. pour les crosses, Paris, Gallimard, Série noire no 1053, 1966
- Caveau en Suède, Paris, Gallimard, Série noire no 1085, 1966
- Des marrons pour les petits réseaux, Paris, Gallimard, Série noire no 1112, 1967
- Les Agents du paradis, Paris, Gallimard, Série noire no 1150, 1967
- Du gaz dans l’Otase, Paris, Gallimard, Série noire no 1186, 1968

#### SériePhilippe Chauvetsignée André Gex
- Week-end à Carthagène, Paris, Gallimard, Série noire no 1399, 1971
- Le Temple du jaguar, Paris, Gallimard, Série noire no 1486, 1972
- Un Chinois qui vous veut du bien, Paris, Gallimard, Série noire no 1542, 1972
- Les Embobineurs, Paris, Gallimard, Série noire no 1566, 1973
- Retour de cendres, Paris, Gallimard, Série noire no 1589, 1973
- M.I.R., Paris, Gallimard, Série noire no 1622, 1973

#### Autres romans signés René Derain
- Mort d’une Brésilienne, Paris, Presses de la Cité, Un mystère, 3e série, no 122, 1972
- Le Voyant rouge, Paris, Presses de la Cité, Un mystère, 3e série, no 185, 1972
- À Pâques ou à la Trinité, Paris, Presses de la Cité, coll. Espiorama, no 36, 1973
- Étape à Darmstadt, Paris, Presses de la Cité, coll. Punch, 2e série, no 3, 1973

## Pour approfondir